# Arcos (São Pedro Fins)
Arcos é um lugar da freguesia de São Pedro Fins, no concelho da Maia. Neste lugar está situado o Santuário de São Miguel-o-Anjo.
O lugar de Arcos da freguesia de São Pedro Fins confronta, junto à cumeada do Monte de São Miguel-o-Anjo, com a freguesia de Alfena e divide, em duas partes, a freguesia de Folgosa que não tem continuidade territorial (a actual freguesia de Folgosa resulta da união, aí pelo Séc. XVI, das freguesias medievais do Salvador de Felgosa e de Santa Cristina do Vale Coronado).  

## Património
- Santuário de São-Miguel-o-Anjo
- Monte de São-Miguel-o-Anjo, Adro da capela e miradouro
- Escola EB/JI de Arcos [2]

## Santuário
Um dos ex-libris cultural e devocional da freguesia de São Pedro Fins e do concelho da Maia, é o muito conhecido Santuário de São-Miguel-o-Anjo, com a Capela edificada no século XX, mesmo no cimo do monte de São-Miguel-o-Anjo, com vista para todo o território envolvente, este local tem uma forte e arreigada devoção religiosa e é visitado por muitos devotos de São-Miguel-o-Anjo.

## Sobre o Monte
O Monte de São Miguel-o-Anjo é o ponto mais alto do Concelho da Maia, numa elevação de litologia xistosa, com 255 metros de relevo.

## Festividades
- Romaria de São-Miguel-o-Anjo - 1.º Domingo de Julho

## Actividades Económicas
- Turismo
- Restauração
- Agricultura